# 水委一
水委一（英語：Achernar）也稱為波江座α星，是波江座最明亮的恆星，也是全天空第九亮的恆星，距離地球約139光年 ，位於波江座的南端。在全天空最明亮的九顆恆星中（天狼、老人、大角、南門二、織女星、五車二、參宿七、南河三與水委一），水委一是最炙熱，顏色也是最藍的一顆。

## 特徵
水委一是一顆明亮的藍色恆星，質量約為6到8倍太陽質量 ，被天文學家分類為主序星，恆星光譜屬於B6型，亮度為太陽的3,150倍，絕對星等為-2.78等。水委一的位置偏南，所以對於北半球許多人口稠密的地區而言，水委一永遠位於地平線之下（北緯33度以北的地區無法觀測，大約與美國達拉斯或日本鹿兒島的位置相當）。因此南半球比北半球更適合觀測水委一，尤其是在11月份。水委一在南緯33度以南的地區成為拱極星。因為歲差現象，水委一在西元前3000年時曾經是南極星。

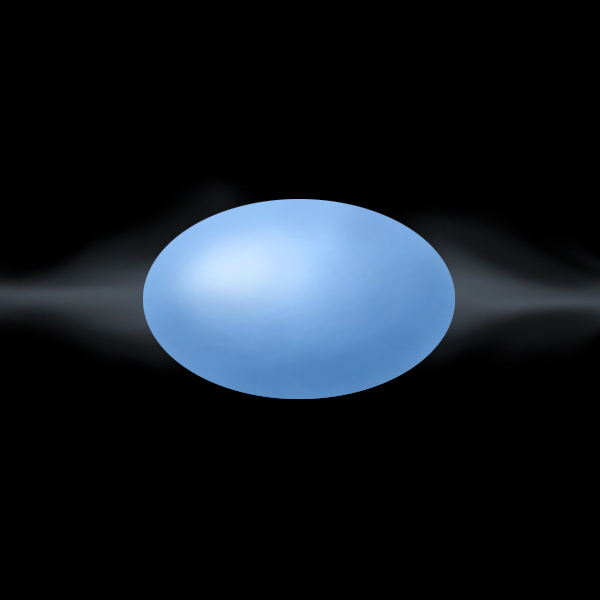
水委一在高速自轉下呈現扁球體。

直到2000年3月為止，北落師門與水委一是天球中角距離最遠的兩顆一等星。而天蠍座的心宿二則是最孤獨的一等星，但是心宿二附近有許多明亮的二等星，相較之下北落師門與水委一附近的夜空則較為黯淡。
天文學家使用歐洲南方天文台的甚大望遠鏡觀測水委一後，發現水委一擁有一顆伴星。這顆伴星為一顆A型星，恆星光譜介於A0V與A3V之間，質量可能是太陽的兩倍。水委一與伴星之間距離約為12.3天文單位，公轉週期至少是14至15年。
直到2003年時，水委一是銀河中天文學家已知最扁的球狀天體。因為水委一的自轉非常快速，秒速約為250公里，所以形狀為扁球體，赤道直徑（太陽的11.4倍）比兩極直徑（太陽的7.3倍）要長56%。從地球的角度來看，水委一的自轉軸傾斜65度。因為水委一的形狀如此特殊，所以可能會對伴星的公轉軌道產生影響，變成更加類似橢圓形，這種情況類似獅子座的軒轅十四。
因為水委一的形狀呈扁球體，所以表面溫度隨著緯度而產生劇烈變化，極區的溫度可能超過20,000度，而赤道地區則可能不到10,000度，平均溫度為15,000度。天文學家經由干涉儀測量到水委一的自轉扭曲，發現水委一拋射出的物質在恆星周圍形成氣體環，所以水委一確實是一顆Be星 。

## 名稱
水委一在阿拉伯語中被稱為 آخر النهر，意為「河流的終點」。水委一在中國天文學中屬於水委星官，這個星官還包括水委二與水委三這兩顆恆星。

## 外部連結
- Achernar at solstation.com （页面存档备份，存于）
- Achernar at absoluteastronomy.com （页面存档备份，存于）
- Surface temperature and synthetic spectral energy distributions for rotationally deformed stars （页面存档备份，存于）